# Erythrus lineatus
Erythrus lineatus är en skalbaggsart som beskrevs av Maurice Pic 1943. Erythrus lineatus ingår i släktet Erythrus och familjen långhorningar. Inga underarter finns listade i Catalogue of Life.